# Albatros brunatny
Albatros brunatny (Phoebetria fusca) – gatunek ptaka z rodziny albatrosów (Diomedeidae). Występuje w południowej części Oceanu Atlantyckiego i Indyjskiego oraz na Oceanie Południowym, miejscami aż po Antarktydę. Zagrożony wyginięciem.

## Systematyka
Albatros brunatny należy do rodziny albatrosów z rzędu rurkonosych, do którego należą też oceanniki, nawałniki i burzykowate. Jest to gatunek monotypowy.

## Zasięg występowania
Albatros brunatny gniazduje na wyspach leżących na południu Oceanu Atlantyckiego (Gough, Tristan da Cunha) i Oceanu Indyjskiego (Wyspy Księcia Edwarda, Wyspa Mariona, Wyspy Crozeta, Wyspa Amsterdam i Wyspy Kerguelena).

## Morfologia

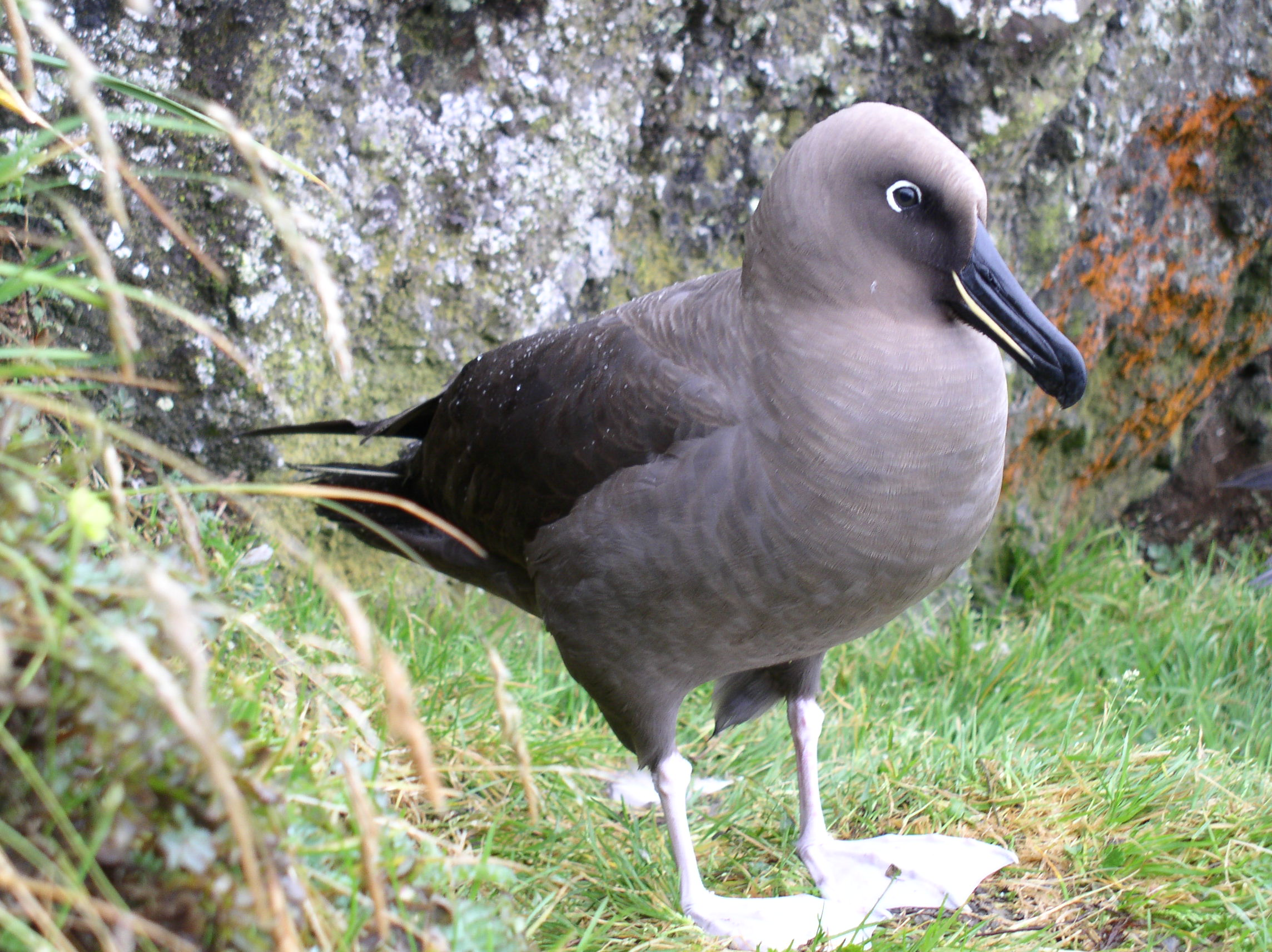
Osobnik sfotografowany na jednej z Wysp Crozeta

Albatros brunatny jest średniej wielkości albatrosem. Długość jego ciała to 85 cm, a rozpiętość skrzydeł to około 203 cm. Masa ciała dorosłego osobnika waha się od 2,1 do 3,4 kg. Jest brunatnobrązowy, na bokach głowy ma ciemniejsze pasma. Jego dziób jest czarny z pomarańczową lub żółtą bruzdą. Ogon tego albatrosa jest szeroki w kształcie rombu. Młode albatrosy są bardzo podobne do dorosłych, mogą mieć jaśniejsze pióra na karku i górnej części pleców.

## Tryb życia

### Pokarm
Odżywiają się kalmarami, skorupiakami, głowonogami, rybami i padliną.

### Gniazdowanie
Albatros brunatny jest ptakiem kolonijnym, jednak nie w takim stopniu jak inne albatrosy. Najczęściej kolonia składa się z około 50–60 par. Swoje gniazda budują na klifach i stromych zboczach.

## Status
Międzynarodowa Unia Ochrony Przyrody (IUCN) uznaje albatrosa brunatnego za gatunek zagrożony (EN – Endangered) nieprzerwanie od 2003 roku, wcześniej – w 2000 roku – nadano mu status gatunku narażonego (VU – Vulnerable). Liczebność populacji tego ptaka szybko spada, prawdopodobnie wskutek negatywnego wpływu rybołówstwa. W 2012 roku liczebność populacji szacowano na 10 617 – 14 328 par lęgowych.